# Asedio de Takatō (1582)
El asedio de Takatō de 1582 fue una de las batallas finales del clan Takeda en contra de las fuerzas de Oda Nobunaga y Tokugawa Ieyasu.
Después de la destrucción del clan Takeda en la provincia de Kai en 1582, lo que resultó en la muerte de Takeda Katsuyori y muchos otros comandantes, Takeda Morinobu, el quinto hijo de Takeda Shingen, se fortificó en el Castillo Takatō. Oda Nobutada ordenó que un sacerdote fuera a mediar con Morinobu, quien respondió cortándole las orejas y la nariz al negociador. Nobutada lanzó un ataque a gran escala al castillo, donde murió Morinobu.